# Albania en los Juegos Olímpicos de París 2024
Albania estuvo representada en los Juegos Olímpicos de París 2024 por un total de 8 deportistas que compitieron en 4 deportes. Responsable del equipo olímpico es el Comité Olímpico Nacional de Albania, así como las federaciones deportivas nacionales de cada deporte con participación.
Los portadores de la bandera en la ceremonia de apertura fueron el luchador Zelimkhan Abakarov y la nadadora Kaltra Meca.

## Medallistas
El equipo olímpico de Albania obtuvo las siguientes medallas:
| Nombre         | Deporte     | Competición |
| -------------- | ----------- | ----------- |
| Oro            |             |             |
| —              |             |             |
| Plata          |             |             |
| —              |             |             |
| Bronce         |             |             |
| Islam Dudayev  | Lucha libre | 65 kg M     |
| Chermen Valiev | Lucha libre | 74 kg M     |